# Saltvägen

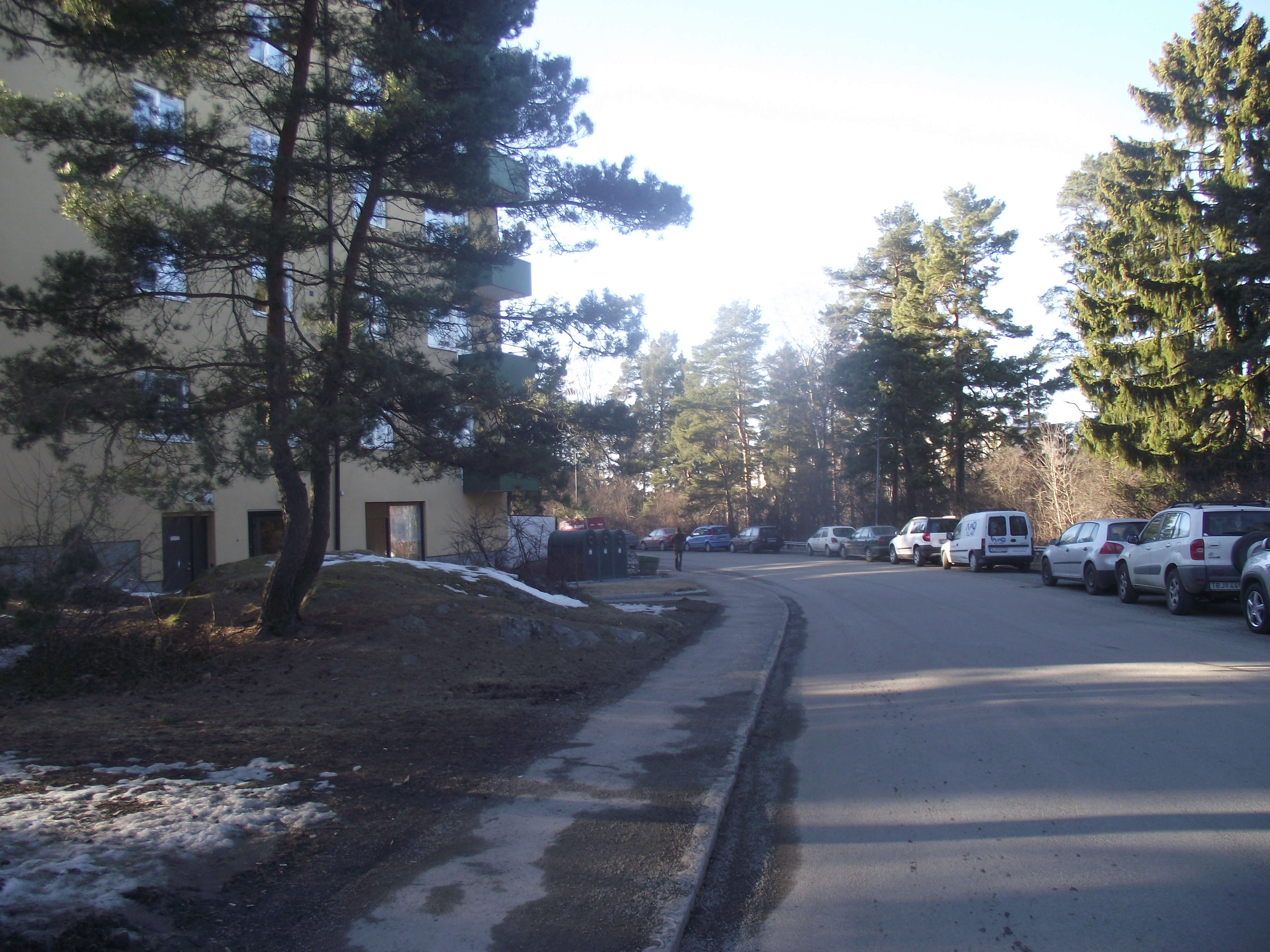
Saltvägen

Saltvägen är en gata i stadsdelen Hökarängen i Söderort inom Stockholms kommun.
Gatan går från Pepparvägen 23 i sydost till Korintvägen 1, där det finns vändplan. Längs gatan som är ca 550 meter lång ligger flera bostadshus. Gatan fick sitt namn 1946. Denna del av Hökarängen kallas inofficiellt för Kryddhyllan.
På Saltvägen 14 har trubaduren Cornelis Vreeswijk en gång bott.

## Kvarter längs gatan
Alla fastigheter är byggda på 1940-talet utom kvarteret Smördritteln.
- Saltvägen/Pepparvägen 17-23, kvarteret Skeppsskorpan, 2 bostadshus
- Saltv. 3-5, kv. Smördritteln, barnstuga
- Saltv. 4-6, kv. Kryddosten, 2 bostadshus
- Saltvägen 10-14, kv. Bordssaltet, 3 bostadshus
- Saltvägen 17-27, kv. Peppardosan, 3 bostadshus
- Saltvägen 20-24/Kumminv 2-6, kv. Krakmandeln, 1 bostadshus
- Saltvägen 26/Kumminv 1-21/Muskotv 2-14/, kv. Kaffebalen, 7 bostadshus
- Saltvägen 28-30/Muskotv. 1-5, kvarteret Kardemumman, 6 bostadshus
- Saltvägen 31-39, kv. Muskotblomman, 2 bostadshus
- Saltvägen 43-45, kv. Korinten, 1 bostadshus

Vid kvarteren Kaffebalen/Kardemumman ligger den högsta punkten i Hökarängen, 61 m ö.h.